# Horacio Salgán
Horacio Adolfo Salgán (Buenos Aires, 15 de junio de 1916-Buenos Aires, 19 de agosto de 2016) fue un pianista, compositor y director de orquesta argentino, considerado uno de los máximos referentes del tango y uno de los iniciadores del llamado "tango de vanguardia". 
En su desempeño como ejecutante musical se destaca su dúo con el guitarrista Ubaldo de Lío y el Quinteto Real, que ambos formaron en la década de 1960 junto a otras grandes figuras del tango, como Enrique Mario Francini (violín), Pedro Laurenz (bandoneón) y Rafael Ferro (contrabajo).
Entre sus obras se destaca el conocido tango A fuego lento. En 2005 recibió el Premio Konex de Brillante, máximo reconocimiento de la Fundación Konex, por su lugar en la Música Popular.

## Biografía

### Primeros años
Horacio Adolfo Salgán nació en la ciudad de Buenos Aires, en cercanías al Mercado de Abasto, el 15 de junio de 1916 en una tradicional familia de ascendencia afroporteña. De niño oía a su padre tocar el piano en el salón de la casa. Comenzó a estudiar piano a los seis años de edad.
A los trece ya era el mejor alumno del Conservatorio Municipal, donde tocaba obras de Bach, Beethoven, Chopin, Debussy y Ravel.

### Carrera
Debido a las necesidades económicas de su familia, en 1930 (a los catorce años) empezó a trabajar, acompañando al piano en las matinés del cine de su barrio.
Tocó en orquestas de baile, casamientos y afines, y como organista de iglesia. A los 18 se sumó al plantel de Radio Belgrano como solista.
Pronto fue convocado por otras radios como solista, acompañante de cantantes y miembro de orquestas de los más diversos géneros. Acompañó al dúo folclórico Martínez-Ledesma, relevando a dos pianistas que le antecedieron: Enrique "Mono" Villegas y Carlos García.
A los 20 años fue descubierto por Roberto Firpo (director de orquesta típica), quien contrató a Salgán para su orquesta. Ese mismo año (1936) debutó como arreglador de la orquesta de Miguel Caló.
A fines de 1942 realizó su primera grabación (en la compañía discográfica RCA), y en 1944 convocó a varios músicos de tango para crear su propia orquesta. Lo despidieron de Radio Belgrano y más tarde del sello RCA porque consideraban que su orquesta sonaba «rara» (con demasiadas disonancias) y su cantante Edmundo Rivero cantaba «mal» (con ritmo demasiado sincopado). No quedaron registros de esa primera orquesta, ni de los primeros tangos con Edmundo Rivero. Su orquesta duró hasta 1947. A partir de ese momento, Salgán se dedicó a componer y a enseñar, y en 1950 regresó con una nueva orquesta.
Algunas obras de los años cincuenta utilizaban disonancias cuidadosamente estudiadas, y tenían instrucciones para los cantantes de su formación para que no coincidieran sincrónicamente con el ritmo de la orquesta. Esto hacía que sonara demasiado avant garde para el gusto de la mayoría de los amantes del tango.
En 1950, graba con Astor Piazzolla, quien en la década siguiente se consagraría como máximo exponente del tango de vanguardia, un EP titulado Para fanáticos solamente, que en el Lado A lleva dos temas interpretados por Piazzolla y en el Lado B tiene "A fuego lento", que se convertiría en uno de los temás más célebres de Salgán.
En 1957 conoció al guitarrista Ubaldo de Lío. Según afirmó Salgán en una entrevista: «Él venía a escucharme al local "Jamaica", y nos quedábamos tocando. A Ubaldo le gustaba mi orquesta y conocía mi estilo. Ahora ya llevamos casi cuarenta años tocando juntos».

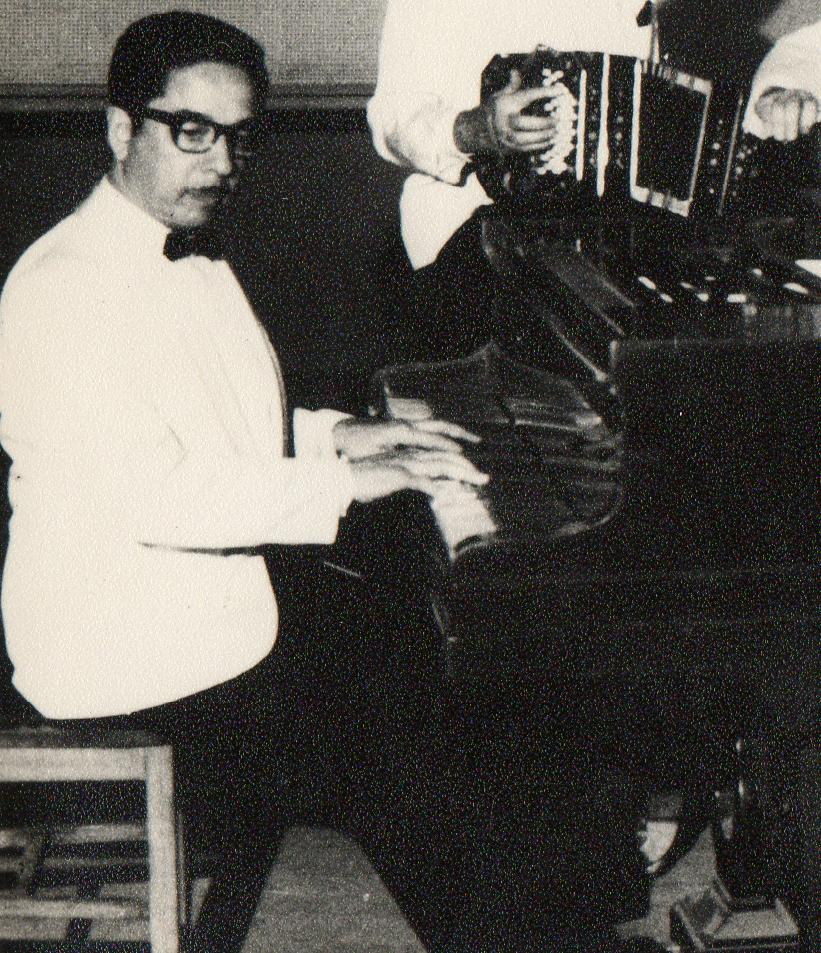
Horacio Salgán dirige el Quinteto Real, en 1964.

En 1960 formó y dirigió el Quinteto Real, cuyo objetivo era crear tangos instrumentales diseñados más para escuchar que para bailar. Fue uno de los grupos de tango más sólidos que se ha conocido, con los siguientes integrantes:
- Horacio Salgán: piano
- Enrique Mario Francini: violín
- Pedro Laurenz: bandoneón
- Ubaldo de Lío: guitarra
- Rafael Ferro: contrabajo

En 1970 tocó en el Lincoln Center de Nueva York y en 1972 en el Teatro Colón de Buenos Aires. En 1973 grabó, junto a su compañero de muchos años Ubaldo De Lío, el cantante tucumano Miguel Montero y su Nuevo Quinteto Real, el disco Los cosos de Buenos Aires, con letras de Roberto Lambertucci. Participaron de ese nuevo quinteto los consagrados músicos Antonio Agri, en violín, y Leopoldo Federico, en bandoneón. En 1976 estrenó el Oratorio Carlos Gardel (de 42 minutos), con letra del poeta Horacio Ferrer. Utiliza los elementos usuales de un oratorio: orquesta, coro, recitante y solistas, y contiene ritmos de tango, zamba, milonga campera y malambo.
En los años ochenta volvió a tocar con el cantante Edmundo Rivero, esta vez dejando un registro fonográfico. Grabó también algunos tangos con el famoso cantor de tangos Roberto Goyeneche y también con Horacio Deval.
En casi ochenta años como profesional (desde 1930), compuso o arregló unas 400 obras.
Su uso del piano es casi orquestal. Por eso las obras resultan bastante difíciles. Asumió el compromiso de tocar todo lo que escribía, diciendo que «Sería injusto dejarles el problema a los demás».
Se consideraba el único tanguero abstemio: «Para muchos, yo era el gil del ambiente. Se preguntaban: “¿Y este tipo cómo se divierte?”. Pero nunca me aburrí. Sólo puedo decir que siempre tuve otras maneras personales de divertirme».
En 1998 actuó en Tango, no me dejes nunca, nominada al premio Óscar en el rubro Mejor película extranjera, haciendo de sí mismo como parte del Nuevo Quinteto Real (una nueva versión del grupo que lideró en los años 70).
En 2005 recibió el Premio Konex de Brillante al mejor músico popular de la década en la Argentina, otorgado por la Fundación Konex.
Su última actuación ante un público masivo fue en 2010, en el marco de los festejos por el Bicentenario del 25 de mayo de 1810 en la Argentina. Allí tocó por última vez junto a su amigo y compañero de décadas en el Quinteto Real, Ubaldo de Lío (1929-2012).
Actuó con su orquesta en la película documental Café de los maestros (2008) dirigido por Miguel Kohan y en el álbum Café de los Maestros Vol. 1 y 2 (2005), en el que registró A fuego lento y La llamó silbando.
En el año 2014, en el Salón de los Pasos Perdidos del Honorable Congreso de la Nación, recibió la distinción a la trayectoria del Centro de Estudios y Difusión de la Cultura Popular Argentina (CEDICUPO).
Participó en la película documental Salgán & Salgán: Un tango padre-hijo (2015), dirigida por Caroline Neal. Es un retrato íntimo de la relación entre Horacio Salgán, con 98 años de edad, y su hijo César, también pianista.

### Fallecimiento
Horacio Salgán falleció el 19 de agosto de 2016 a los 100 años. Estaba internado en el Sanatorio Güemes de su ciudad natal, por complicaciones debido a su avanzada edad.

## Otra información
- Horacio A. Salgán pertenece a una antigua y distinguida familia afroporteña,[6] y por esto está incluido en el "Calendario de afroargentinos del tronco colonial" de la revista El corsito, del Centro Cultural Rojas, de Buenos Aires.[7]
- En la publicación La Historia Negra del Tango[6] se asevera erróneamente que su tango A fuego lento (1955) fue la obra que le dio pie de inicio al particular estilo de Astor Piazzolla, aunque la trayectoria de este último comenzó mucho antes, y en 1955 su estilo ya estaba consolidado, en una vertiente distinta y más de vanguardia que la de Salgán.

## Obra

### Discografía

#### Como líder y colíder
- Horacio Salgán y su Orquesta Típica (Antar-Telefunken, 1957)
- Buenos Aires at 3 A.M, con Ubaldo de Lío (Verve, 1961)
- Edmundo Rivero-Horacio Salgán, con Edmundo Rivero (Philips, 1962)
- Presente y futuro de Tango (Philips, 1964)
- Tangos in Japan (Philips, 1966)
- Salgán Tango (Philips, 1967)
- Tanguero, con Ubaldo de Lío (Philips, 1967)
- Entre Tango y Tango, con Edmundo Rivero (Philips, 1970)
- Dos virtuosos del piano, con Dante Amicarelli (Philips, 1970)
- El bosque mágico, con Dante Amicarelli (Philips, 1971)
- Tango, con Ubaldo de Lío (Philips, 1971)
- Los cosos de Buenos Aires, con Miguel Montero y su orquesta típica (EMI-Odeon, 1973)
- Concierto en vivo en el Buenos Aires Sheraton Hotel, con Ubaldo de Lío (CABAL,1976)
- Trottoirs de Buenos Aires - Tango, con Ubaldo de Lío (Circé, 1988)
- Oratorio Carlos Gardel, con Horacio Ferrer (ABR, 1990)
- Tangos '91, con Ubaldo de Lío (Milan Sur, 1991)
- En vivo en el Club del Vino, con Ubaldo de Lío (Warner Music Argentina, 2000)
- Último concierto, con Ubaldo de Lío (Melopea, 2008)

Con el Quinteto Real
- Quinteto Real (Columbia, 1960)
- Su majestad el Tango (Columbia, 1964)
- Quinteto Real en Japon, Vol. 1 (CBS-Columbia, 1964)
- Quinteto Real en Japon, Vol. 2 (CBS-Columbia, 1964)
- Quinteto Real in Akasaka (Crown, 1969)
- Maestros del tango (Philips, 1987)
- Timeless Tango (EMI, 1996)
- Nuevo Quinteto Real (WEA, 1999)
- Tangos (WEA, 2000)

## Composiciones
Algunas de los más conocidos temas de Salgán incluyen:
- Del 1 al 5 (días de pago) (1944)
- Don Agustín Bardi (1947)
- Entre tango y tango (1953)
- Grillito
- La llamo silbando (un error habitual es denominarla La llamó silbando, con tilde. En realidad no lo lleva)
- A plazo fijo
- Cortada de San Ignacio
- A fuego lento
- Tal vez no tenga fin (con letra de Gregorio Hernando y Mario Massouh)

También le fueron dedicados varios tangos:
- Al gran Horacio (de Julio de Caro)
- A don Horacio Salgán (del pianista Carlos García)
- A Horacio Salgán (del guitarrista de jazz Oscar Alemán)
- A don Horacio (de Roberto Pansera)
- Horacio Salgán (de Jorge Dragone)
- Es para Horacio Salgán (del bandoneonista Leopoldo Federico)
- A Horacio Salgán (del pianista de jazz Enrique "Mono" Villegas) y
- Para don Salgán (de Raúl Parentella).
- Don Horacio Salgán (de Juan María Solare).
- Para Troilo y Salgán (de Luis Salinas).

### Música de películas
- 1959: La primera fundación de Buenos Aires (cortometraje)
- 1959: Buenos días, Buenos Aires (cortometraje)
- 1960: Los de la mesa 10
- 1966: Buenos Aires (cortometraje)
- 1966: Buenos Aires en camiseta (cortometraje)
- 1966: Los anónimos (cortometraje)

También participó como actor en la película Tango, no me dejes nunca (1998), del español Carlos Saura.